# Carlos Balá
Carlos Balá (né le 3 août 1925, mort le 22 septembre 2022, connu sous le nom de Carlitos Balá, est un acteur argentin qui s'est spécialisé notamment dans les divertissements pour les enfants. Reconnaissable à sa coupe de cheveux, il utilisait des répliques d'humour absurde du genre « ¿Qué gusto tiene la sal? » (quel est le goût du sel?), « un gestito de idea » , « un kilo y dos pancitos », « observe y saque fotocopia » (observe et fais une photocopie).

## Biographie

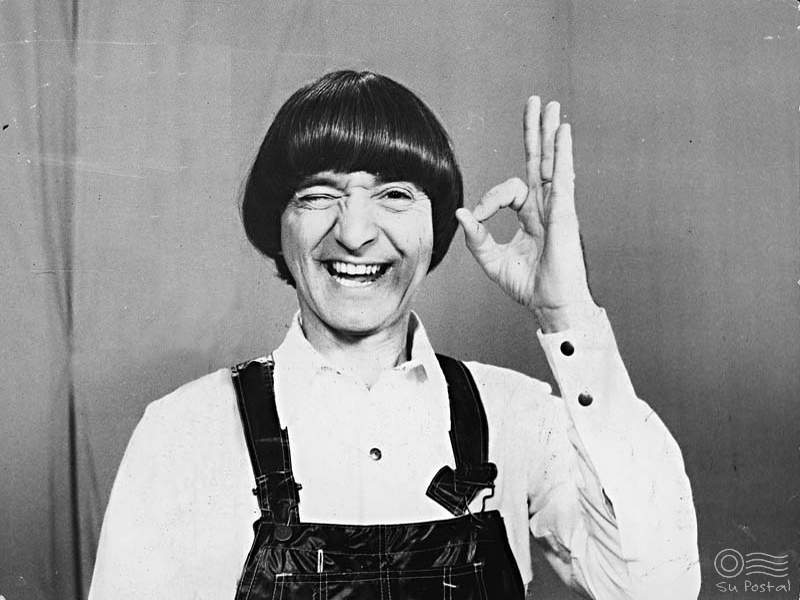
Une gestuelle typique de Carlitos Balá.

## Filmographie

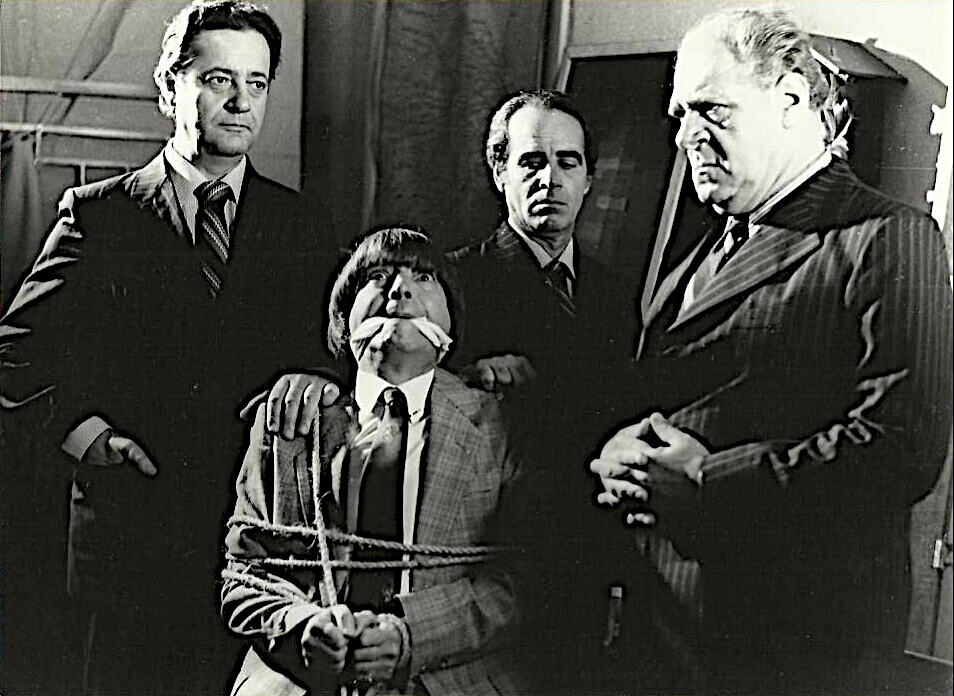
Carlos Balà dans Cosa de locos en 1981.

- 1963 : Canuto Cañete, conscripto del siete
- 1965 : Canuto Cañete y los 40 ladrones
- 1967 : Canuto Cañete, detective privado
- 1967 : La muchachada de a bordo
- 1967 : ¡Esto es alegría!
- 1968 : Somos los mejores
- 1976 : Dos locos en el aire
- 1978 : El tío Disparate
- 1979 : Las locuras del profesor
- 1979 : La carpa del amor
- 1979 : Vivir con alegría
- 1980 : Brigada en acción
- 1980 : Locos por la música
- 1980 : |¡Qué linda es mi familia!
- 1981 : Cosa de locos
- 1983 : Un loco en acción
- 1987 : Los matamonstruos en la mansión del terror
- 1988 : Tres alegres fugitivos
- 2012 : Soledad y Larguirucho

## Discographie

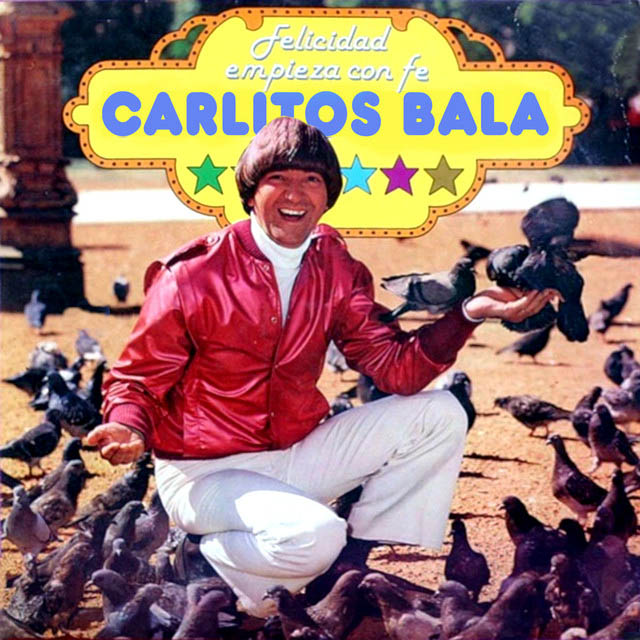
Album Felicidad empieza con fe (1981).

- 1971 : El Circus Show de Carlitos Balá
- 1973 : El circo Carlitos Balá
- 1973 : El show de Carlitos Balá )
- 1975 : El especial de Balá
- 1976 : Papá Balá
- 1977 : Y qué gusto tiene la sal?
- 1978 : Un paseo por La Boca
- 1978 : Ganó la bandera
- 1980 : Cantemos en familia
- 1981 : 3 minutitos de alegría
- 1981 : Felicidad empieza con fe
- 1982 : Mi corazón late feliz
- 2002 : Aquí llegó Balá